# Charles Adler
Pour les articles homonymes, voir Adler.
Charles Michael « Charlie » Adler, né le 2 octobre 1956 à Paterson, au New Jersey, est un acteur, scénariste et réalisateur américain.

## Biographie
Adler est né à Paterson, New Jersey, le 2 octobre 1956. Au milieu des années 1960, sa famille déménage à Nanuet, un hameau de la ville de Clarkstown (comté de Rockland) située dans le Grand New York, puis au Massachusetts. 
Le surnom de "Beanie" a été donné à Charlie car il portait toujours une casquette Beanie. Sa sœur Cheryl Adler est une psychothérapeute qui a écrit le livre Sober University. 
En grandissant, Adler était un "drogué de télévision", un fan des Three Stooges, de Rocky et Bullwinkle et du personnage de Granny Moses, interprété par Irene Ryan du Beverly Hillbillies.[réf. nécessaire]

## Filmographie

### Comme acteur
- 1977 : ABC Weekend Specials (série télévisée) : Additional Voices (voix)
- 1984 : Transformers (série télévisée) : Silverbolt / Triggerhappy / Duros / Vorath / Dirk Mannus (voix)
- 1981 : Les Schtroumpfs ("The Smurfs") (série télévisée) : Natural 'Nat' Smurf (1984-1990) (voix)
- 1985 : Rock 'n' Wrestling (en) (série télévisée) : Rowdy Roddy Piper (animated segments) (voix)
- 1985 : G.I. Joe (série télévisée) : Low-Light (voix)
- 1985 : Jem (série télévisée) : Eric Raymond / Tech Rat / Additonal voices (voix)
- 1985 : Blondine au pays de l'arc-en-ciel (Rainbow Brite and the Star Stealer) : Popo (voix)
- 1985 : The Little Troll Prince (en)  (TV) : Stav the Taurine Troll (voix)
- 1986 : Mon petit poney (My Little Pony: The Movie) : Spike / Woodland Creature (voix)
- 1986 : Les Pierrafeu en culottes courtes (The Flintstone Kids) (série télévisée) : Capt. Caveman Jr. / Additional voices (voix)
- 1986 : Transformers: Les 5 faces de l'obscurité (vidéo) : Silverbolt (voix)
- 1986 : G.I. Joe: Arise, Serpentor, Arise! (TV) : Low-Light (voix)
- 1986 : Mon petit poney ("My Little Pony and Friends") (série télévisée) : Spike (voix)
- 1987 : Sky Commanders (en) (série télévisée) : Kreeg (voix)
- 1987 : Christmas in Tattertown (en) (TV) : Sidney the Spider / Others (voix)
- 1987 : G.I. Joe: The Movie (vidéo) : Low Light (voix)
- 1987 : Les Aventures des Chipmunks (The Chipmunk Adventure) : Additional Voices (voix)
- 1987 : BraveStarr (série télévisée) : Deputy Fuzz / Tex Hex (voix)
- 1987 : Little Wizards (en) (série télévisée) (voix)
- 1987 : Mighty Mouse, the New Adventures (série télévisée) : Bat-Bat (Bruce Vein) / Additional Voices (voix)
- 1988 : The Good, the Bad, and Huckleberry Hound (en) : Pinky Dalton / Pig / TV Announcer from Bit-2 News / Additional Voices (voix)
- 1988 : Rockin with Judy Jetson (en) (TV) : Quark / Zappy (voix)
- 1988 : Bravestarr : Deputy Fuzz / Tex Hex (voix)
- 1988 : SOS Fantômes (série télévisée) : Rafael (voix)
- 1988 : Scooby-Doo : Agence Toutou Risques (A Pup Named Scooby-Doo) (série télévisée) : Additional Voices (voix)
- 1988 : The Adventures of Raggedy Ann and Andy (série télévisée) : Grouchy Bear (voix)
- 1988 : Dino Riders (série télévisée) : Hammerhead (voix)
- 1989 : La Petite sirène (The Little Mermaid) : Additional Voices (voix)
- 1990 : Potsworth & Co. (série télévisée) : Additional Voices
- 1990 : La Bande à picsou: le trésor de la lampe perdue (DuckTales: The Movie - Treasure of the Lost Lamp) : Additional Voices (voix)
- 1990 : Gravedale High (série télévisée) (voix)
- 1990 : Le Magicien d'Oz (en) ("The Wizard of Oz") (série télévisée) : Cowardly Lion (voix)
- 1990 : Tom and Jerry Kids Show (série télévisée) : Additional Voices (voix)
- 1990 : Capitaine Planète (Captain Planet and the Planeteers) (série télévisée) : Additional Voices (voix)
- 1990 : Le Prince et le Pauvre (The Prince and the Pauper) : Weasel #2 / Weasel #3 / Pig Driver / Peasant / Man in Street (voix)
- 1992 : Super Dave: Daredevil for Hire (en) (série télévisée) : Various (voix)
- 1992 : Defenders of Dynatron City (TV) : Dr Mayhem (voix)
- 1992 : Family Dog (série télévisée) : Additional Voices (voix)
- 1992 : The Little Clowns of Happy Town (en) (série télévisée) : Additional Voices (voix)
- 1992 : Les Vacances des Tiny Toons (Tiny Toon Adventures: How I Spent My Vacation) (vidéo) : Buster J. Bunny (voix)
- 1992 : The Plucky Duck Show (en) (série télévisée) : Buster J. Bunny (I) (voix)
- 1992 : Gramps (TV) : Alien Dad / Alien Grandpa / Terrified Man / Wimpy Alien (voix)
- 1992 : Des souris à la Maison-Blanche (Capitol Critters) (série télévisée) : Jammet (voix)
- 1992 : Cool World : Nails (voix)
- 1992 : Eek! Le chat (Eek! The Cat) (série télévisée) : Spat / Bill / Biff / Granny / J.B. / Jasper / Prof. Wiggly / Dr Steggy / Additional Voices (voix)
- 1992 : Aladdin : Additional Voices (voix)
- 1992 : It's a Wonderful Tiny Toons Christmas Special (TV) : Buster Bunny (voix)
- 1993 : Cro (série télévisée) (voix)
- 1993 : The Further Adventures of SuperTed (en) (série télévisée) : Additional Voices (voix)
- 1993 : Droopy: Master Detective (en) (série télévisée) (voix)
- 1993 : Bonkers (série télévisée) : Mr. Doodles / Additional Voices (voix)
- 1993 : Le Voyage d'Edgar dans la forêt magique (Once Upon a Forest) : Waggs (voix)
- 1993 : Rocko's Modern Life (série télévisée) : Ed Bighead / Bev Bighead / Edward Elias Fathead / Mrs. Fathead / Gladys the Big Hippo Lady / George Wolfe / Grandpa Hiram Willy Wolfe / Mr. Dupette / Additional Voices (voix)
- 1993 : Shnookums and Meat Funny Cartoon Show (en) (série télévisée) : Chafe (voix)
- 1993 : Hollyrock-a-Bye Baby (en) (TV) : Rocky (voix)
- 1994 : Le Marsupilami ("Marsupilami") (série télévisée) (voix)
- 1994 : Scooby-Doo et les Contes des mille et une nuits (Scooby-Doo in Arabian Nights) (TV) (voix)
- 1994 : Tiny Toons Spring Break (TV) : Buster J. Bunny (voix)
- 1994 : Yogi the Easter Bear (en) (TV) : Additional Voices (voix)
- 1994 : Aladdin (série télévisée) : Mechanikles (voix)
- 1994 : Drôles de Monstres (Aaahh!!! Real Monsters) (série télévisée) : Ickis (voix)
- 1994 : The Bears Who Saved Christmas (TV) : Christopher Bear
- 1995 : Hillbilly Blue : Man#2 / Mortiche / Waiter (voix)
- 1995 : The Mask ("The Mask") (série télévisée) : Pete (voix)
- 1995 : Earthworm Jim (série télévisée) : Professor Monkey-for-a-Head (voix)
- 1995 : No Smoking! : Cow / Chicken / The Devil
- 1996 : Siegfried & Roy: Masters of the Impossible (en) (vidéo) : Loki / Additional Voices (voix)
- 1996 : Project G.e.e.K.e.R. (en) (série télévisée) : Dr Maston / Jake Dragonn (voix)
- 1996 : The Flintstones Christmas in Bedrock (vidéo) : Additional Voices (voix)
- 1996 : Mighty Ducks (série télévisée) : Dr Droid / Otto Maton / Additional Voices (voix)
- 1996 : Les Histoires Farfelues de Félix Le Chat : Felix (voix) (saison 2 seulement)
- 1996 : Le Livre de la jungle, souvenirs d'enfance (Jungle Cubs) (série télévisée) : Ned (voix)
- 1995 : Santo Bugito (en) (série télévisée) : Eaton / Miguel / Bug #1 (1996) (voix)
- 1997 : Channel Umptee-3 (en) (série télévisée) (voix)
- 1997 : Les Zinzins de l'espace ("Space Goofs") (série télévisée) : Candy Caramella (voix)
- 1997 : Spawn ("Spawn") (série télévisée) : Additional Voices (voix)
- 1997 : Les Zinzins de l'espace (Home to Rent) (série télévisée) (voix)
- 1997: Fallout (jeu vidéo) Harold, une goule rencontré dans le Centre (voix)
- 1998 : Toonsylvania (série télévisée) (voix)
- 1998 : The Secret Files of the SpyDogs (en) (série télévisée) : Additional Voices (voix)
- 1998 : Aladdin's Arabian Adventures: Creatures of Invention (vidéo) : Mechanicles (voix)
- 1998 : Rusty, chien détective (Rusty: A Dog's Tale) : Agent the Snake (voix)
- 1998 : The Wacky Adventures of Ronald McDonald: Scared Silly (vidéo) : Hamburglas / McNugget #3 / McSplorer (voix)
- 1998 : Les Razmoket, le film (The Rugrats Movie)  de Norton Virgien et Igor Kovaljov (en) : United Express Driver (voix)
- 1999 : Monsieur Belette (I Am Weasel) (série télévisée) : I. R. Baboon / I. B. Red Guy / Cow / Chicken / Additional Voices (voix)
- 2000 : Cartoon Cartoon Fridays (série télévisée) : Chicken, Cow, Red Guy, I.R. Baboon (voix)
- 2000 : Les Razmokets à Paris - Le film (Rugrats in Paris: The Movie - Rugrats II) : Inspector (voix)
- 2001 : The Rugrats: All Growed Up (TV) : B-Movie Mad Scientist (voix)
- 2002 : No Prom for Cindy : Cindy
- 2003 : Le Petit Monde de Charlotte 2 (Charlotte's Web 2: Wilbur's Great Adventure) (vidéo) : Templeton et Lurvy (voix)
- 2003 : Piggly et ses amis (Jakers! The Adventures of Piggley Winks) (série télévisée) : Patrick Winks / Mr. Hornsby (voix)
- 2005 : Alien Bazar (Pet Alien) (série télévisée) : Dinko, Flip (voix)
- 2005 : Tom et Jerry : La Course de l'année (Tom and Jerry: The Fast and the Furry) (vidéo) : Grammy (voix)
- 2007 : Transformers de Michael Bay : Starscream (voix)
- 2009 : Transformers 2 : La Revanche de Michael Bay : Starscream (voix)

### Comme scénariste
- 2002 : No Prom for Cindy

### Comme réalisateur
- 2002 : No Prom for Cindy